# ASM International
ASM — це транснаціональна корпорація зі штаб-квартирою в Нідерландах, яка спеціалізується на розробці, виробництві, продажі та обслуговуванні обладнання для обробки напівпровідникових пластин для виробництва напівпровідникових пристроїв. Продукція ASM використовується виробниками напівпровідників у виробництві напівпровідникових приладів на своїх заводах. Технології ASM включають атомно-шарове осадження, епітаксію, хімічне осадження з парової фази і дифузію.
Компанія була заснована Артуром дель Прадо (1931—2016) як «Advanced Semiconductor Materials» у 1964 р. З 2008 по 2020 рік син Артура дель Прадо, Чак дель Прадо, був CEO.
ASM стала першовідкривачем важливих аспектів багатьох усталених технологій обробки пластин, що використовуються в промисловості, включаючи фотолітографію, хімічне осадження, іонну імплантацію, однопластинчасту епітаксію, а в останні роки — атомно-шарове осадження. Компанії з виробництва напівпровідникового обладнання ASML, ASM Pacific Technology (ASMPT) і Besi є колишніми підрозділами ASM.
Штаб-квартира ASM розташована в Алмере, Нідерланди. Компанія має науково-дослідні центри в Альмере (Нідерланди), Гельсінкі (Фінляндія), Левені (Бельгія, поблизу IMEC), Фініксі (Аризона), Тамі (Японія) та Донгтані (Південна Корея). Виробництво в основному відбувається в Сінгапурі та Донгтані (Південна Корея). ASM також має офіси з продажу та обслуговування по всьому світу, включаючи США, Південна Корея, Китай, Тайвань, Японія, Сінгапур та Ізраїль. Станом на 2021 рік в організації працювало 3312 співробітників у 14 країнах світу.

## Продукція
ASM розробляє і продає як інструменти для осадження на одну напівпроводникову пластину, в яких процес виконується по одній пластині за раз, так і інструменти для оьроьки пачки пластин, в яких осадження виконується на декілька пластин за раз. Ціни на системи компанії варіюються, але зазвичай вони кратні мільйонам євро за систему.
Продукти ASM можна класифікувати за методом осадження:
Атомно-шарове осадження — це пошаровий процес, який призводить до осадження тонких плівок по одному атомному шару за раз під ретельним контролем. Шари формуються під час реакційних циклів шляхом почергової імпульсної подачі прекурсорів і реагентів та очистки інертним газом в проміжках між кожним імпульсом. ASM пропонує однопластинні інструменти ALD у двох технологічних сегментах: термічний ALD і плазмово посилений ALD (PEALD). Інструменти ALD від ASM включають Synergis, Pulsar та EmerALD. Інструменти PEALD включають Eagle XP8 та XP8 QCM.
Епітаксія — це процес, який використовується для осадження точно контрольованих кристалічних шарів на основі кремнію, які є важливими для електричних властивостей напівпровідникових пристроїв. Процес епітаксії кремнію може бути використаний для модифікації електричних характеристик поверхні підкладки для створення високопродуктивних транзисторів під час виробництва напівпровідникових мікросхем. Епітаксійні інструменти ASM є інструментами для однієї підкладки й включають Intrepid та Epsilon.
Хімічне осадження з парової фази — це процес хімічного осадження, в якому підкладка піддається впливу одного або декількох летких прекурсорів, які вступають в реакцію та/або розкладаються на поверхні пластини для отримання бажаної плівки. В рамках хімічного осадження з газової фази (CVD) ASM пропонує два типи інструментів: одношарове плазмове хімічне осадження з газової фази (PECVD) та серійне CVD при низькому тиску (LPCVD). ASM пропонує процеси PECVD на одній підкладці на установці Dragon XP8. ASM забезпечує серійні процеси LPCVD/дифузії на вертикальній печі A400 DUO та нових інструментах Sonora.